# 페르스휘런습지쥐
페르스휘런습지쥐(Praomys verschureni)는 쥐과에 속하는 설치류의 일종이다. 콩고민주공화국에서만 발견된다. 자연 서식지는 아열대 또는 열대 기후 지역의 습윤 저지대 숲이다. 서식지 감소로 위협을 받고 있다.